# ソドブジャムツ・フレルバータル
ソドブジャムツ・フレルバータル（モンゴル語: Содовжамцын Хүрэлбаатар Sodovjamtsyn Khurelbaatar ソドブジャムツィーン・フレルバータル、英語: Sodovjamts Khurelbaatar、1951年10月17日 - 2023年9月20日）は、モンゴルの外交官。ウランバートル出身。1997～2001年および2012～2017年に、駐日モンゴル国特命全権大使を務めていた。また、2008～2011年には駐朝鮮民主主義人民共和国モンゴル国特命全権大使を務めていた。

## 略歴

### 学歴
- 1959～1969年　モンゴル人民共和国バヤンホンゴル県にて中等教育修了[3]
- 1969～1971年　モンゴル国立教育大学[3]
- 1971～1976年　モスクワ国際関係大学卒業[3]
- 1989～1991年　外交アカデミー（ロシア語版、英語版）修了[3]

### 職歴
- 1976～1981年　外務省 アジア局職員[3]
- 1981～1987年　駐日モンゴル人民共和国大使館 理事官・三等書記官[3]
- 1987～1989年　外務省 アジア局 二等書記官[3]
- 1991～1996年　外務省 アジア・アフリカ局長[3]
- 1997～2001年　駐日モンゴル国特命全権大使[3]
- 2002～2005年　外務省 政策企画・情報・評価局顧問[3]
- 2005～2008年　外務省 アジア局長[3]
- 2008～2011年　駐朝鮮民主主義人民共和国モンゴル国特命全権大使[3]
- 2012～2017年　駐日モンゴル国特命全権大使（再任）[3]

## 日本との関係

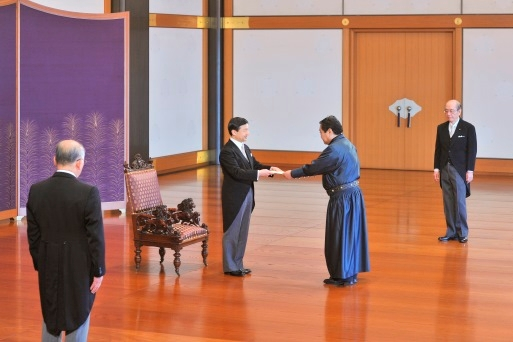
2012年、信任状捧呈式で皇太子徳仁親王に信任状を捧呈

日本とモンゴルの間で正式に国交が樹立された1970年代、フレルバータルは留学先のモスクワ国際関係大学で国際関係やロシア語に加えて日本語を学んだ。外務省入省から5年後の1981年に駐日モンゴル人民共和国大使館へ赴任、1987年まで理事官および三等書記官を務めた。
1997年2月21日、駐日モンゴル大使として皇居で天皇（当時。令和時代の上皇）に信任状を捧呈。大使在任中には日本の小渕恵三内閣総理大臣とも親交があり、「ブッチホン」と呼ばれた小渕首相からの電話を受けたこともある。2001年2月16日、フレルバータル大使は夫人を伴い皇居の御所を訪問して天皇・皇后（当時。令和時代の上皇・上皇后）に会い、離任の挨拶をした。
2006年3月29日、当時アジア局長として奉職していたフレルバータル局長は、同行していたツェレンダシーン・ツォルモン副外相と共にホテルオークラで開かれた映画『蒼き狼 〜地果て海尽きるまで〜』の製作発表記者会見に出席した。同映画は、モンゴル建国800年を記念して、森村誠一の小説『地果て海尽きるまで 小説チンギス汗』を原作とする澤井信一郎監督が撮影の指揮に当たった作品であり、森村や澤井も前述の記者会見に参加している。また、同日の夜には、角川春樹が来日中のミェーゴンボ・エンフボルド首相を招いて歓迎レセプションを開いた。
2012年3月19日、再度、駐日モンゴル大使を拝命して、皇居で皇太子徳仁親王（当時。令和時代の天皇）に信任状を捧呈。2014年9月20日、フレルバータル大使は産経新聞のインタビューに答え、日本とモンゴルの関係を政治、経済、文化、教育などの分野で発展させるよう尽力しているだけでなく、北東アジアの安定を実現するために北朝鮮による核問題や日本人拉致問題の解決に貢献したいとも考えており、「日朝局長級、日朝首脳会談をぜひモンゴルのウランバートルでやってほしいと提案している。」との青写真を述懐した。モンゴルが日朝関係を仲介できる背景として、モンゴルは日本と北朝鮮の双方と国交を結んでいるという事実があり、また、フレルバータル大使自身も、駐北朝鮮モンゴル大使として在任中に金正日総書記の葬儀に参列した実績を持つ。
2015年12月15日、安倍晋三内閣総理大臣が日本語を話す駐日各国大使24名を総理公邸に招いて昼食会を主催したが、フレルバータル大使も参加した各国大使のうちの一人であった。この安倍総理大臣と日本語を話す駐日各国大使との昼食会は毎年度恒例のイベントとなり、第2回の昼食会にもフレルバータル大使が参加している。
2017年7月14日、フレルバータル大使は夫人を伴い皇居の御所を訪問して天皇・皇后（当時。令和時代の上皇・上皇后）に会い、離任の挨拶をした。2017年8月1日の朝日新聞の報道によると、同紙のインタビューに応じたフレルバータル大使は、自身は8月初旬に離任するがモンゴルとしては引き続き北朝鮮による日本人拉致問題の解決に向けて協力する意向がある旨を改めて表明した。
退官後の2017年11月3日、両次にわたる駐日大使としての職務を通じた日本・モンゴル間の友好親善や相互理解促進への寄与を顕彰するため、日本政府より旭日重光章が授与された。